# Lupte la Jocurile Olimpice de vară din 2020
Probele sportive de lupte la Jocurile Olimpice de vară din 2020 s-au desfășurat în perioada 1-7 august 2021 la Makuhari Messe Hall A. Au avut loc 18 probe: câte 6 probe de lupte libere atât la masculin, cât și la feminin, și 6 probe de lupte greco-romane pentru bărbați.

## Medaliați

### Greco-roman masculin
| Probă          | Aur                               | Argint                              | Bronz                                  |
| 60 kg Detalii  | Luis Orta · Cuba (CUB)            | Kenichiro Fumita · Japonia (JPN)    | Walihan Sailike · China (CHN)          |
| 60 kg Detalii  | Luis Orta · Cuba (CUB)            | Kenichiro Fumita · Japonia (JPN)    | Serghei Emelin (COR)                   |
| 67 kg Detalii  | Mohammad Reza Geraei · Iran (IRI) | Parviz Nasibov · Ucraina (UKR)      | Frank Stäbler · Germania (GER)         |
| 67 kg Detalii  | Mohammad Reza Geraei · Iran (IRI) | Parviz Nasibov · Ucraina (UKR)      | Mohamed Ibrahim El-Sayed · Egipt (EGY) |
| 77 kg Detalii  | Tamás Lőrincz · Ungaria (HUN)     | Akzhol Makhmudov · Kârgâzstan (KGZ) | Shohei Yabiku · Japonia (JPN)          |
| 77 kg Detalii  | Tamás Lőrincz · Ungaria (HUN)     | Akzhol Makhmudov · Kârgâzstan (KGZ) | Rafig Huseynov · Azerbaidjan (AZE)     |
| 87 kg Detalii  | Jan Beleniuk · Ucraina (UKR)      | Viktor Lőrincz · Ungaria (HUN)      | Denis Kudla · Germania (GER)           |
| 87 kg Detalii  | Jan Beleniuk · Ucraina (UKR)      | Viktor Lőrincz · Ungaria (HUN)      | Zurab Datunashvili · Serbia (SRB)      |
| 97 kg Detalii  | Musa Evloev (COR)                 | Artur Aleksanyan · Armenia (ARM)    | Tadeusz Michalik · Polonia (POL)       |
| 97 kg Detalii  | Musa Evloev (COR)                 | Artur Aleksanyan · Armenia (ARM)    | Mohammad Hadi Saravi · Iran (IRI)      |
| 130 kg Detalii | Mijaín López · Cuba (CUB)         | Iakob Kajaia · Georgia (GEO)        | Rıza Kayaalp · Turcia (TUR)            |
| 130 kg Detalii | Mijaín López · Cuba (CUB)         | Iakob Kajaia · Georgia (GEO)        | Serghei Semenov (COR)                  |

### Libere masculin
| Probă          | Aur                                               | Argint                                         | Bronz                                            |
| 57 kg Detalii  | Zaur Uguev (COR)                                  | Ravi Kumar · India (IND)                       | Nurislam Sanayev · Kazahstan (KAZ)               |
| 57 kg Detalii  | Zaur Uguev (COR)                                  | Ravi Kumar · India (IND)                       | Thomas Gilman · Statele Unite ale Americii (USA) |
| 65 kg Detalii  | Takuto Otoguro · Japonia (JPN)                    | Haji Aliyev · Azerbaidjan (AZE)                | Gadzhimurad Rashidov (COR)                       |
| 65 kg Detalii  | Takuto Otoguro · Japonia (JPN)                    | Haji Aliyev · Azerbaidjan (AZE)                | Bajrang Punia · India (IND)                      |
| 74 kg Detalii  | Zaurbek Sidakov (COR)                             | Mahamedkhabib Kadzimahamedau · Belarus (BLR)   | Kyle Dake · Statele Unite ale Americii (USA)     |
| 74 kg Detalii  | Zaurbek Sidakov (COR)                             | Mahamedkhabib Kadzimahamedau · Belarus (BLR)   | Bekzod Abdurakhmonov · Uzbekistan (UZB)          |
| 86 kg Detalii  | David Taylor · Statele Unite ale Americii (USA)   | Hassan Yazdani · Iran (IRI)                    | Artur Naifonov (COR)                             |
| 86 kg Detalii  | David Taylor · Statele Unite ale Americii (USA)   | Hassan Yazdani · Iran (IRI)                    | Myles Amine · San Marino (SMR)                   |
| 97 kg Detalii  | Abdulrashid Sadulaev (COR)                        | Kyle Snyder · Statele Unite ale Americii (USA) | Reineris Salas · Cuba (CUB)                      |
| 97 kg Detalii  | Abdulrashid Sadulaev (COR)                        | Kyle Snyder · Statele Unite ale Americii (USA) | Abraham Conyedo · Italia (ITA)                   |
| 125 kg Detalii | Gable Steveson · Statele Unite ale Americii (USA) | Geno Petriashvili · Georgia (GEO)              | Amir Hossein Zare · Iran (IRI)                   |
| 125 kg Detalii | Gable Steveson · Statele Unite ale Americii (USA) | Geno Petriashvili · Georgia (GEO)              | Taha Akgül · Turcia (TUR)                        |

### Libere feminin
| Probă         | Aur                                              | Argint                                          | Bronz                                                |
| 50 kg Detalii | Yui Susaki · Japonia (JPN)                       | Sun Yanan · China (CHN)                         | Mariya Stadnik · Azerbaidjan (AZE)                   |
| 50 kg Detalii | Yui Susaki · Japonia (JPN)                       | Sun Yanan · China (CHN)                         | Sarah Hildebrandt · Statele Unite ale Americii (USA) |
| 53 kg Detalii | Mayu Mukaida · Japonia (JPN)                     | Pang Qianyu · China (CHN)                       | Vanesa Kaladzinskaya · Belarus (BLR)                 |
| 53 kg Detalii | Mayu Mukaida · Japonia (JPN)                     | Pang Qianyu · China (CHN)                       | Bat-Ochiryn Bolortuyaa · Mongolia (MGL)              |
| 57 kg Detalii | Risako Kawai · Japonia (JPN)                     | Iryna Kurachkina · Belarus (BLR)                | Helen Maroulis · Statele Unite ale Americii (USA)    |
| 57 kg Detalii | Risako Kawai · Japonia (JPN)                     | Iryna Kurachkina · Belarus (BLR)                | Evelina Nikolova · Bulgaria (BUL)                    |
| 62 kg Detalii | Yukako Kawai · Japonia (JPN)                     | Aisuluu Tynybekova · Kârgâzstan (KGZ)           | Iryna Koliadenko · Ucraina (UKR)                     |
| 62 kg Detalii | Yukako Kawai · Japonia (JPN)                     | Aisuluu Tynybekova · Kârgâzstan (KGZ)           | Taybe Yusein · Bulgaria (BUL)                        |
| 68 kg Detalii | Tamyra Mensah · Statele Unite ale Americii (USA) | Blessing Oborududu · Nigeria (NGR)              | Alla Cherkasova · Ucraina (UKR)                      |
| 68 kg Detalii | Tamyra Mensah · Statele Unite ale Americii (USA) | Blessing Oborududu · Nigeria (NGR)              | Meerim Zhumanazarova · Kârgâzstan (KGZ)              |
| 76 kg Detalii | Aline Rotter-Focken · Germania (GER)             | Adeline Gray · Statele Unite ale Americii (USA) | Yasemin Adar · Turcia (TUR)                          |
| 76 kg Detalii | Aline Rotter-Focken · Germania (GER)             | Adeline Gray · Statele Unite ale Americii (USA) | Zhou Qian · China (CHN)                              |

## Clasament pe medalii
| Loc                   | Țară                       | Aur | Argint | Bronz | Total |
| --------------------- | -------------------------- | --- | ------ | ----- | ----- |
| 1                     | Japonia                    | 5   | 1      | 1     | 7     |
| 2                     | COR                        | 4   | 0      | 4     | 8     |
| 3                     | Statele Unite ale Americii | 3   | 2      | 4     | 9     |
| 4                     | Cuba                       | 2   | 0      | 1     | 3     |
| 5                     | Iran                       | 1   | 1      | 2     | 4     |
| 5                     | Ucraina                    | 1   | 1      | 2     | 4     |
| 7                     | Ungaria                    | 1   | 1      | 0     | 2     |
| 8                     | Germania                   | 1   | 0      | 2     | 3     |
| 9                     | Ungaria                    | 0   | 2      | 2     | 4     |
| 10                    | Belarus                    | 0   | 2      | 1     | 3     |
| 10                    | Kârgâzstan                 | 0   | 2      | 1     | 3     |
| 12                    | Georgia                    | 0   | 2      | 0     | 2     |
| 13                    | Azerbaidjan                | 0   | 1      | 2     | 3     |
| 14                    | India                      | 0   | 1      | 1     | 2     |
| 15                    | Armenia                    | 0   | 1      | 0     | 1     |
| 15                    | Niger                      | 0   | 1      | 0     | 1     |
| 17                    | Turcia                     | 0   | 0      | 3     | 3     |
| 18                    | Bulgaria                   | 0   | 0      | 2     | 2     |
| 19                    | Egipt                      | 0   | 0      | 1     | 1     |
| 19                    | Italia                     | 0   | 0      | 1     | 1     |
| 19                    | Kazahstan                  | 0   | 0      | 1     | 1     |
| 19                    | Mongolia                   | 0   | 0      | 1     | 1     |
| 19                    | Polonia                    | 0   | 0      | 1     | 1     |
| 19                    | San Marino                 | 0   | 0      | 1     | 1     |
| 19                    | Serbia                     | 0   | 0      | 1     | 1     |
| 19                    | Uzbekistan                 | 0   | 0      | 1     | 1     |
| Total (26 de CON-uri) | Total (26 de CON-uri)      | 18  | 18     | 36    | 72    |

## Legături externe
- en  Lupte Arhivat în 4 iulie 2021, la Wayback Machine. la tokyo2020.com

1. ↑  „Tokyo 2020: Wrestling”. Accesat în 17 iulie 2018.